# Liste der Biografien/Veg
Liste der Biografien |
Portal Biografien |
Personensuche
# |
A |
B |
C |
D |
E |
F |
G |
H |
I |
J |
K |
L |
M |
N |
O |
P |
Q |
R |
S |
T |
U |
V |
W |
X |
Y |
Z |
?
 
Va |
Vd |
Ve |
Vh |
Vi |
Vj |
Vl |
Vn |
Vo |
Vr |
Vs |
Vt |
Vu |
Vy
 
Vea |
Veb |
Vec |
Ved |
Vee |
Veg |
Veh |
Vei |
Vej |
Vek |
Vel |
Vem |
Ven |
Veo |
Veq |
Ver |
Ves |
Vet |
Veu |
Vev |
Vex |
Vey |
Vez
Die Liste der Biografien führt alle Personen auf, die in der deutschsprachigen Wikipedia einen Artikel haben. Dieses ist eine Teilliste mit 107 Einträgen von Personen, deren Namen mit den Buchstaben „Veg“ beginnt.

## Veg
- Vég, Béla (1922–2004), ungarischer Politiker und Gewerkschafter, ZK-Sekretär

### Vega
- Vega (* 1985), deutscher RapperVega (* 1985)

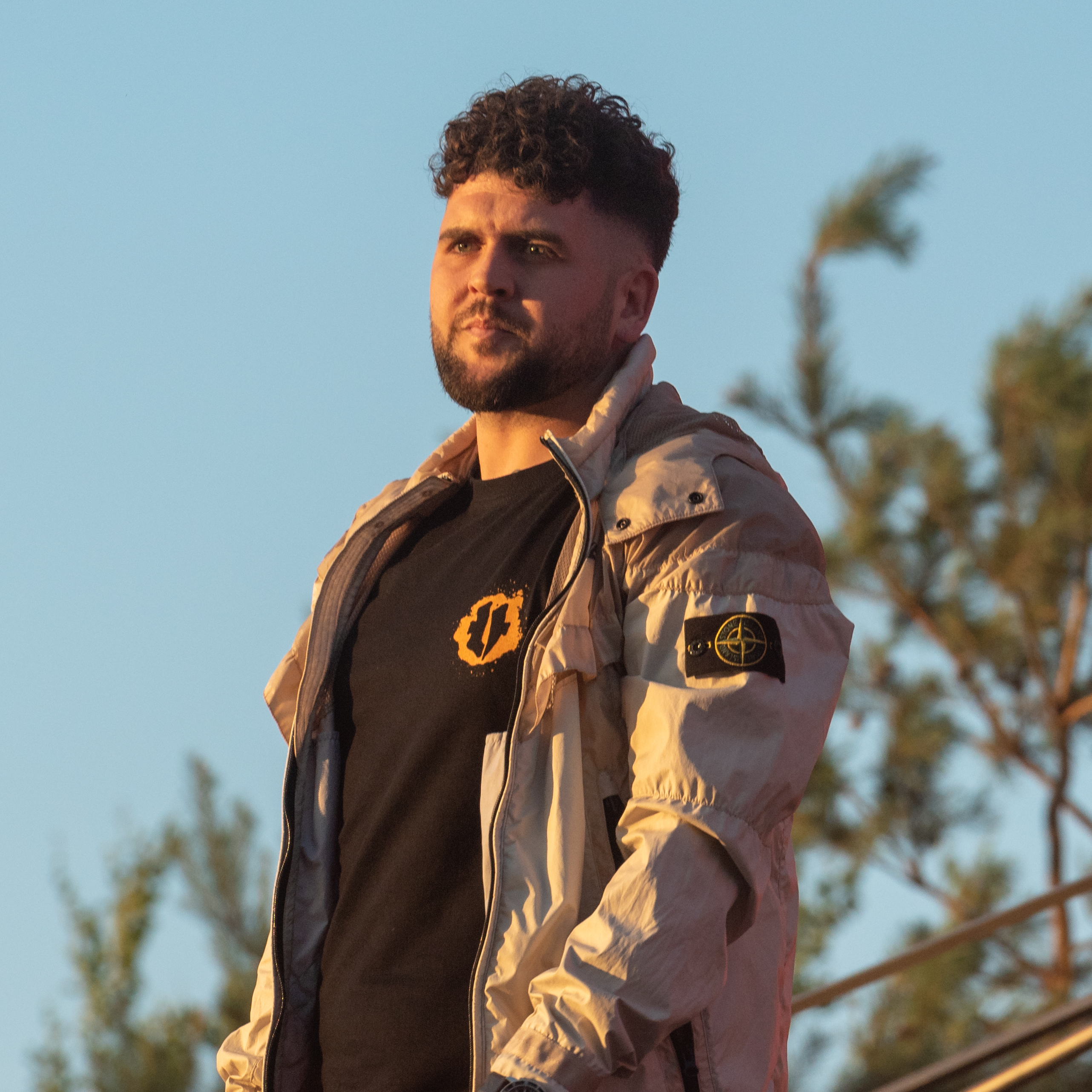
Vega (* 1985)

- Vega Campón, Germán (1878–1961), spanischer Ordensgeistlicher, römisch-katholischer Prälat von Jataí
- Vega de Lamadrid, Francisco (* 1955), mexikanischer Politiker
- Vega Domínguez, Jorge de la (* 1931), mexikanischer Ökonom, Politiker und Minister
- Vega Macotela, Antonio (* 1979), mexikanischer Bildhauer und Mixed Media-Künstler
- Vega Mantilla, Pablo Antonio (1919–2007), nicaraguanischer Geistlicher, Bischof von Juigalpa
- Vega Tallés, Antonio (1957–2009), spanischer Sänger, Gitarrist und Komponist
- Vega Velasco, Jorge Patricio (* 1957), chilenischer Ordensgeistlicher und römisch-katholischer Bischof von Valparaíso
- Vega, Agatha (* 1997), venezolanische Pornodarstellerin
- Vega, Al (1921–2011), US-amerikanischer Jazzpianist und Vibraphonist
- Vega, Alan (1938–2016), US-amerikanischer Rocksänger
- Vega, Alexa (* 1988), US-amerikanische Schauspielerin
- Vega, Alexis (* 1997), mexikanischer Fußballspieler
- Vega, Amalia de la (1919–2000), uruguayische Sängerin
- Vega, Aurelio de la (1925–2022), US-amerikanischer Komponist
- Vega, Carlos (1898–1966), argentinischer Musikethnologe
- Vega, Carlos Nozal (* 1981), spanischer Radrennfahrer
- Vega, César (* 1959), uruguayischer Fußballspieler und Trainer
- Vega, Charlotte (* 1994), spanisch-britische Schauspielerin
- Vega, Daniela (* 1989), chilenische transsexuelle Schauspielerin und Sängerin
- Vega, Ferdinand (1936–2021), puerto-ricanischer Bogenschütze
- Vega, Fernando (* 1984), spanischer Fußballspieler
- Vega, Fernando Arodi (* 1998), mexikanischer Hürdenläufer
- Vega, Francisco (* 1989), uruguayischer Fußballspieler
- Vega, Francisco Laso de la (1586–1640), spanischer Militär und Gouverneur
- Vega, Garcilaso de la († 1536), spanischer Feldherr und DichterGarcilaso de la Vega († 1536)

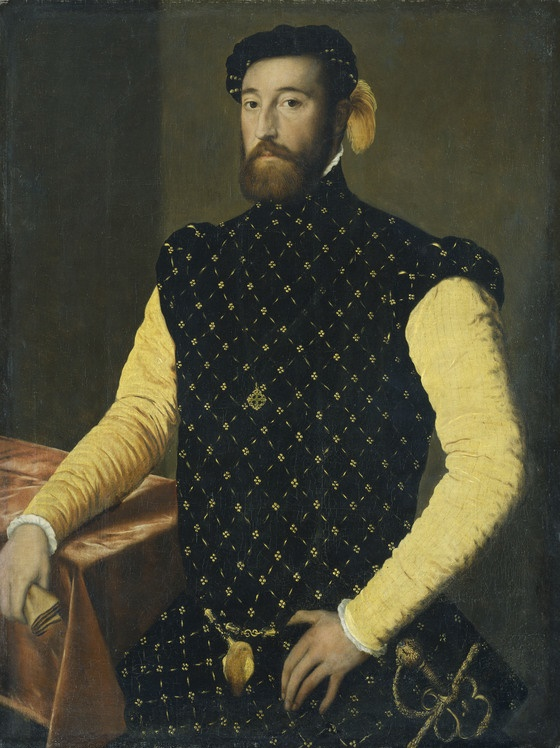
Garcilaso de la Vega († 1536)

- Vega, Georg von (1754–1802), österreichischer Soldat und Mathematiker
- Vega, Geralee (* 1986), amerikanisch-puerto-ricanische Gewichtheberin
- Vega, Gonzalo (* 1992), uruguayischer Fußballspieler
- Vega, Isabel, kolumbianisch-US-amerikanische Dokumentarfilmerin
- Vega, Jerome (* 1995), puerto-ricanischer Hammerwerfer
- Vega, Jesús Tadeo (* 1994), mexikanischer Leichtathlet
- Vega, Jorge de la, argentinischer Flötist
- Vega, Jorge de la (1930–1971), argentinischer Maler
- Vega, Joseph de la (1650–1692), jüdischer Autor und Geschäftsmann
- Vega, Lope de (1562–1635), spanischer DichterLope de Vega (1562–1635)

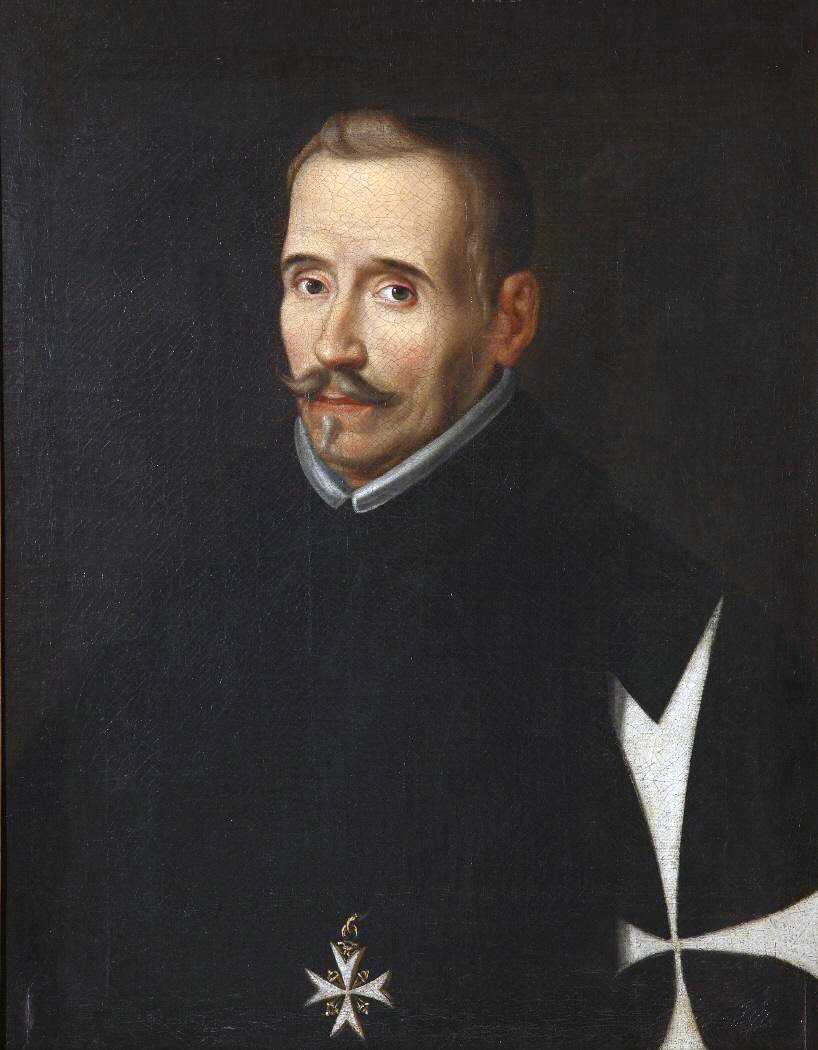
Lope de Vega (1562–1635)

- Vega, Luis (* 1960), spanischer Mathematiker
- Vega, Luis Alberto de la (* 1988), mexikanischer Eishockeyspieler
- Vega, Makenzie (* 1994), US-amerikanische Schauspielerin
- Vega, Marcelo (* 1971), chilenischer Fußballspieler
- Vega, Pastor (1940–2005), kubanischer Regisseur
- Vega, Patryk (* 1977), polnischer Regisseur, Drehbuchautor und Filmproduzent
- Vega, Paz (* 1976), spanische Filmschauspielerin
- Vega, Pedro De la (* 2001), argentinischer Fußballspieler
- Vega, Pilar (* 1993), Schweizer Psychologin, R&B- und Neo-Soul-Sängerin
- Vega, Ramón (1939–2007), puerto-ricanischer Sprinter
- Vega, Ramon (* 1971), Schweizer Fußballspieler
- Vega, Ray (* 1961), US-amerikanischer Jazzmusiker
- Vega, Rubén (* 1989), argentinischer Biathlet
- Vega, Sabrina (* 1995), US-amerikanische Kunstturnerin
- Vega, Scott de la, US-amerikanischer Anwalt
- Vega, Sergio (1969–2010), mexikanischer Sänger
- Vega, Sergio (* 1970), US-amerikanischer Bassist
- Vega, Suzanne (* 1959), US-amerikanische Singer-SongwriterinSuzanne Vega (* 1959)

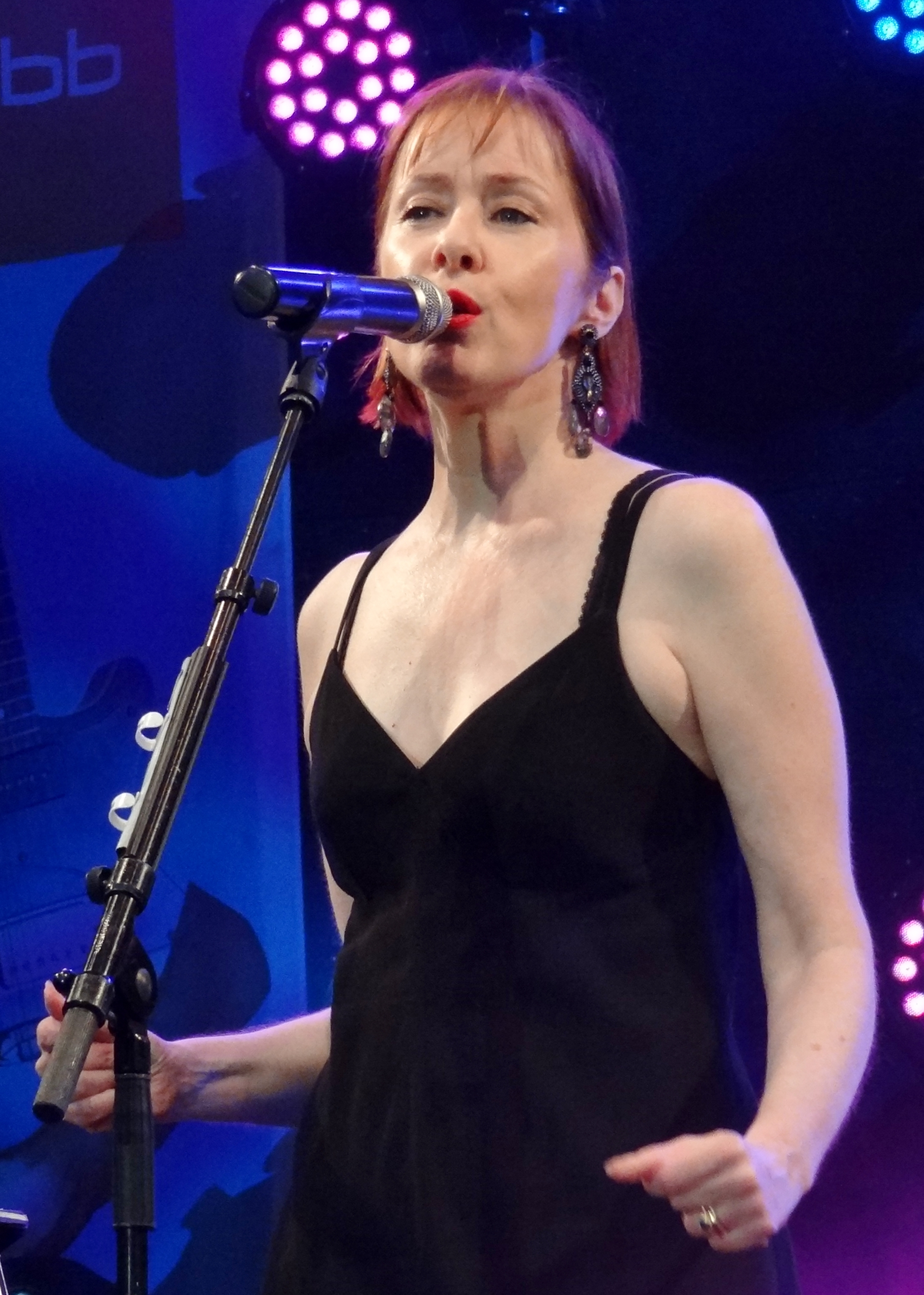
Suzanne Vega (* 1959)

- Vega, Teodoro (* 1976), mexikanischer Langstreckenläufer
- Vega, Tony (* 1957), puerto-ricanischer Salsasänger
- Vega, Ventura de la (1807–1865), spanischer Schriftsteller
- Vega, Zelina (* 1990), amerikanische Wrestlerin
- Vegan Black Metal Chef (* 1981), amerikanischer Hobbykoch und Betreiber eines YouTube-Kanals
- Vegar, Tino (* 1967), kroatischer Wasserballspieler
- Vegas, Johnny (* 1970), britischer Schauspieler, Filmproduzent und Drehbuchautor
- Vegas, Koke (* 1995), spanischer Fußballtorwart
- Vegas, Rob (* 1984), deutscher Internet-Showmaster
- Vegas, Sebastián (* 1996), chilenischer Fußballspieler
- Vegas, Sophia (* 1987), deutsche Fernsehdarstellerin und ModelSophia Vegas (* 1987)

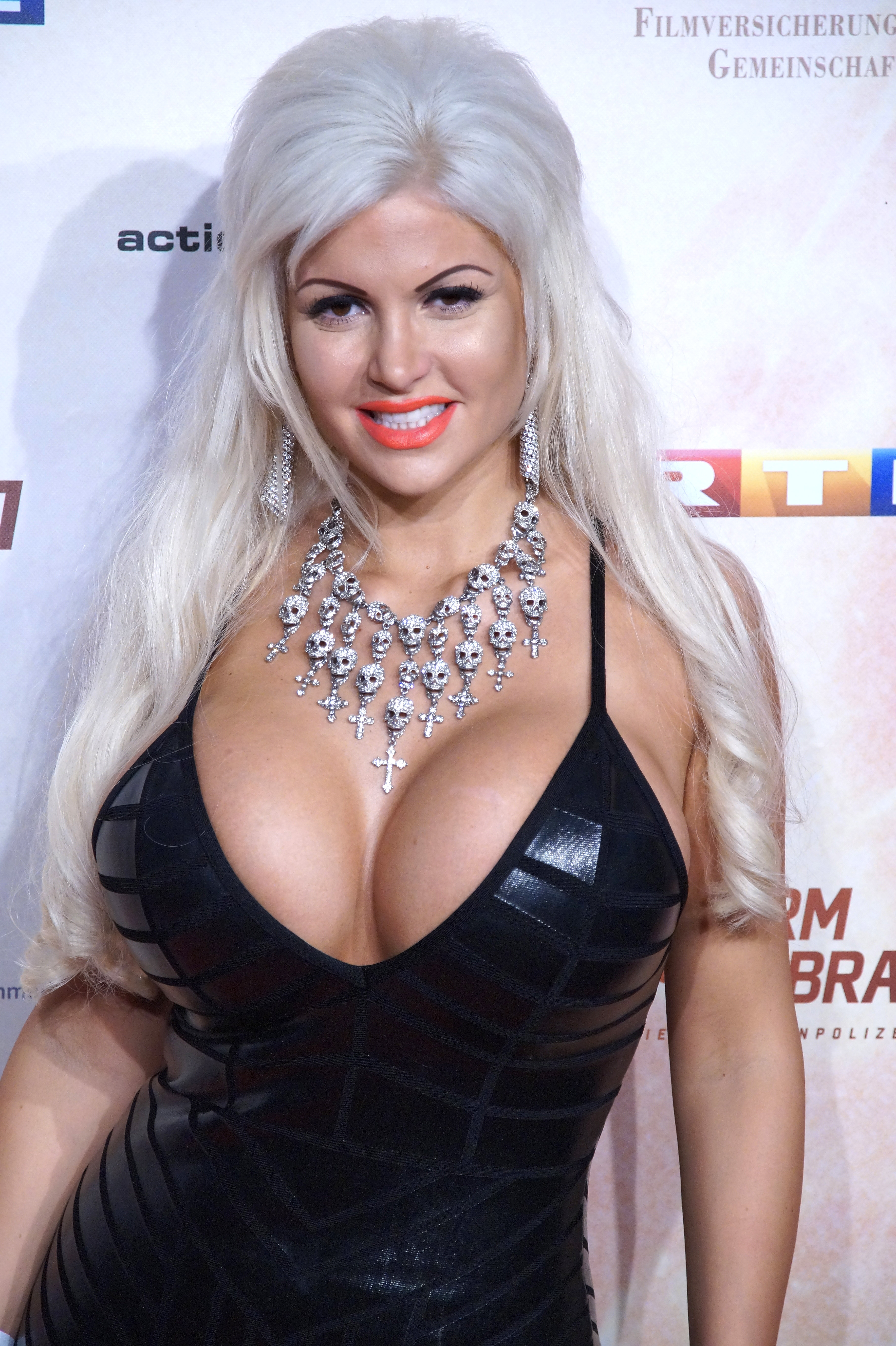
Sophia Vegas (* 1987)

### Vege
- Vegedream (* 1992), französischer Rapper und Singer-Songwriter
- Végel, László (* 1941), ungarischer Autor, der in Serbien lebt
- Vėgėlė, Ignas (* 1975), litauischer Rechtswissenschaftler
- Veger, Filip (* 1994), kroatischer Tennisspieler
- Vegesack, Alexander von (* 1945), deutscher Kunsthistoriker
- Vegesack, Cord (1609–1697), deutscher Kaufmann, Oberalter und Ratsherr in Hamburg
- Vegesack, Dagobert von (1769–1850), preußischer Major, Resident und Polizeipräsident in Danzig
- Vegesack, Eberhard Ernst Gotthard von (1763–1818), Offizier in der schwedischen Armee
- Vegesack, Ernst von (1820–1903), schwedischer Adeliger und Politiker, Mitglied des Riksdag
- Vegesack, Friedrich von (1725–1778), deutschbaltischer Unternehmer in Wismar und Stockholm
- Vegesack, Karl-Erich von (1896–1992), deutscher Maler
- Vegesack, Otto Moritz von (1807–1874), russischer Diplomat
- Vegesack, Rupprecht von (1917–1976), deutschbaltischer Maler und Graphiker
- Vegesack, Siegfried von (1888–1974), deutscher Schriftsteller
- Vegesack, Thomas von (1928–2012), schwedischer Schriftsteller und Verleger
- Vegetti, Mario (1937–2018), italienischer Gräzist und Historiker
- Vegetti, Pablo (* 1988), argentinischer Fußballspieler
- Vegezzi, Giuseppe Natale (* 1960), italienischer römisch-katholischer Geistlicher, Weihbischof in Mailand
- Vegezzi, Guglielmo (1890–1955), Schweizer Oberst

### Vegg
- Vegger, Christian (1915–1992), dänischer Generalleutnant, Chef des Heeres und Widerstandskämpfer gegen die deutsche Besatzung Dänermaks im Zweiten Weltkrieg
- Veggerby, Jens (* 1962), dänischer Radrennfahrer
- Veggies, Casey (* 1993), US-amerikanischer Rapper
- Veggio, Andrea (1923–2020), italienischer Geistlicher, römisch-katholischer Weihbischof in Verona

### Vegh
- Végh, Christina (* 1970), Schweizer Kunsthistorikerin und Kuratorin
- Vegh, Heinz (* 1940), österreichischer Schriftsteller, Satiriker und Journalist
- Végh, János (1845–1918), ungarischer Jurist und Komponist
- Végh, Sándor (1912–1997), ungarischer Dirigent und Violinist

### Vegi
- Vegi, Jennifer, wallisianisch-futunische Taekwondoin
- Vegini, Dirceu (1952–2018), brasilianischer Geistlicher und römisch-katholischer Bischof von Foz do Iguaçu
- Vegio, Maffeo (1407–1458), italienischer Dichter und Autor des humanistischen Lateins

### Vegl
- Veglia, Lorenzo (* 1996), italienischer Automobilrennfahrer
- Vegliò, Antonio Maria (* 1938), italienischer Kurienkardinal
- Veglio, Carlos (* 1946), argentinischer Fußballspieler
- Veglio, Mirjam (* 1967), Schweizer Politikerin (SP)

### Vegr
- Vegry, Ania, deutsch-polnische Sopranistin

### Vegt
- Vegt, Anna van der (1903–1983), niederländische Turnerin
- Vegt, Christian de (1936–2002), deutscher Astronom
- Vegte, Johannes van der (1892–1945), niederländischer Ruderer
- Vegter, Jan (1927–2009), niederländischer Maler und Zeichner

### Vegu
- Vegué, Ona (* 1998), spanische Handballspielerin

### Vegy
- Vegyn, britischer Musikproduzent, DJ und Grafikdesigner